# Крекінг-установки в Дацині
Крекінг-установки в Дацині — складові частини нафтопереробного та нафтохімічного майданчику компанії PetroChina (належить державній China National Petroleum Corporation), розташованого на північному сході в провінції Хейлунцзян.
З 1960 року в Дацині ведеться розробка найбільшого китайського нафтового родовища, що перетворило район цього міста на потужний центр нафтопереробної промисловості. Одним зі створених тут в подальшому виробництв стала належна Daqing Petrochemical (дочірня компанія PetroChina) установка парового крекінгу, котра піддавала піролізу гази нафтопереробки. Станом на 1989-й вона мала потужність по етилену на рівні 300 тисяч тонн (плюс 80 тисяч тонн пропілену), на початку 2000-х — 480 тисяч тонн, а з 2004-го вже 600 тисяч тонн. В подальшому цей олефін споживали виробництва лінійного поліетилену низької щільності (LLDPE, 85 тисяч тонн), поліетилену низької щільності (LDPE, 265 тисяч тонн) та поліетилену високої щільності (HDPE, 240 тисяч тонн). Нарощування випуску пропілену дозволило запустити в 2005 році лінію поліпропілену потужністю 300 тисяч тонн на рік, котра належить Daqing Refinery Chemical (ще одна дочірня компанія PetroChina).
У другій половині 2010-х в Дацині спорудили ще одну піролізну установку потужністю 600 тисяч тонн етилену, розраховану на використання газового бензину. При цьому до наявних  додали лінії LLDPE та HDPE з показниками 250 і 300 тисяч тонн відповідно, а пропілен спрямували на належні Daqing Petrochemical лінію поліпропілену (100 тисяч тонн) та завод бутанолу і 2-етилгексанолу (200 тисяч тонн). .
Що стосується фракції С4, то в 2012 році ввели завод вилучення бутадієну річною потужністю 90 тисяч тонн.